# Otto Göttfert
Otto Göttfert (* 25. Juli 1917 in Hermannstadt; † 28. April 2006 in Buchen (Odenwald)) war ein deutscher Maschinenbauer. In Fachkreisen gilt der erfolgreiche Unternehmer als Pionier der Rheologie.

## Leben und Wirken
Otto Göttfert besuchte in seiner Heimatstadt die Brukenthalschule und war Chorsänger. Nach dem Schulabschluss absolvierte er eine kaufmännische Lehre in der Gremial-Handelsschule in Hermannstadt. Schon früh beschäftigte er sich mit technischen Fragen. Nach seiner Arbeit in einer Maschinenfabrik, in der Otto Göttfert Press- und Luftwerkzeuge mitentwickelte, studierte er Mathematik und Physik und bereitete sich zielstrebig auf ein Maschinenbaustudium an der Ingenieurschule Mittweida in Sachsen vor. Er studierte in Mittweida von 1941 bis 1943 und schloss das Studium als Ingenieur für Maschinenbau 1943 als zweitbester Absolvent seines Jahrgangs ab. Auf seinem weiteren Lebensweg arbeitete Otto Göttfert in verschiedenen Unternehmen als technischer Leiter auf den Gebieten der Wärme- und Elektrotechnik. 1949 heiratete er seine Frau Doris (geb. Haas). Das Ehepaar hat einen Sohn und zwei Töchter.
1962 wagte Otto Göttfert den Sprung in die Selbstständigkeit und gründete in Buchen die Firma „GÖTTFERT - Feinwerktechnik GmbH“ mit dem Zusatz „Rheologische Prüfgeräte für Formenplaste, Duroplaste und Kautschuk“ in Buchen. Seit 1978 trägt das Unternehmen den Namen GÖTTFERT Werkstoff-Prüfmaschinen. Heute gehört das Unternehmen zu den führenden Herstellern rheologischer Prüfgeräte für Thermoplaste, Duromere und Kautschuk. 1985 gründete Otto Göttfert in den USA eine Vertriebsfirma. Der Unternehmer erkannte früh, dass die moderne Kunststofftechnik physikalisch zuverlässige Prüfverfahren mit Prüfmaschinen erforderte und entwickelte in seinem Unternehmen mehr als dreißig Gerätetypen ständig weiter. Auf dem Weltmarkt ist die Firma GÖTTFERT heute in der Kapillarrheometrie und bei Laborgeräten marktführend. Das erste rotorlose Vulkameter der Welt wurde von Otto Göttfert hergestellt. Das Unternehmen behauptet durch die in der Firma entwickelte international anerkannte Hard- und Software, begleitende Beratungen und Seminare zur Weiterbildung in der Polymerrheologie seine Marktführerposition.
1991 verliehen ihm die Technische Hochschule Leuna-Merseburg den Titel Dr. Ing. h. c. und 1997 die Staatliche Polytechnische Universität Sankt Petersburg die Ehrenprofessur für seinen Beitrag zu wissenschaftlichen technischen Untersuchungen im Gerätebau. Er erbrachte wesentliche Fortschritte an Universitäten und Hochschulen und in der Produktion.
Otto Göttfert war auch ein Vorbild auf sozialem Gebiet. Er unterstützte auf vielerlei Weise seine Heimatstadt Hermannstadt, die Stadt Buchen und Lehre und Forschung an Hochschulen in Deutschland und Russland. Otto Göttfert war Gründungs- und Ehrenmitglied des Förderkreises „Hochschule Mittweida“. Für sein Wirken als Mäzen und die vielfältige Unterstützung der Bemühungen um die Bildung und Erziehung junger Menschen benannte die Hochschule Mittweida einen Hörsaal nach ihm. In seiner Dankesrede sagte Otto Göttfert u. a.: „Ausgleichende, harmonisierende Gerechtigkeit, Toleranz und Akzeptanz, verehrte Gäste, bilden nach meinem Verständnis insofern das Fundament menschlichen Zusammenlebens, als der Konsens für ein konstruktives Miteinander von Individualitäten die Gleichberechtigung der Unterschiedlichkeiten voraussetzt; das ist in der Familie nicht anders als in einer Betriebsgemeinschaft und in der Gesellschaft zwischen Völkern. Hierzu bedarf es des offenen, Vorurteile abbauenden Dialogs, der allein die Chance eröffnet, unüberwindbar erscheinende Mauern einzureißen. In diesem Zusammenhang schätze ich mich glücklich, dass ich die Folgen eines solchen geglückten Dialogs, die Wiedervereinigung Deutschlands, erleben durfte und hoffe, dass unsere nationale Ost-West-Annäherung weiter in stetigen Schritten in das „Wir-Gefühl“ einer Ganzheit mündet, die schon von der kommenden Generation als vertraut empfunden wird.“

## Auszeichnungen
- 1991 Dr. Ing. h. c. Technische Hochschule „Carl Schorlemmer“ Leuna-Merseburg
- 1997 Prof. h. c. Staatliche Technische Universität St. Petersburg